# Адмиралтейские поселения
Адмиралте́йские поселе́ния — особые населённые пункты казённых крестьян, где поселенцы сочетали сельскохозяйственные работы с обслуживанием предприятий морского ведомства. Например, работой на верфях, каменоломнях и т. п.

## Общие сведения
Адмиралтейские поселения первоначально создавались по указам Петра I, а позже и Екатерины II. Располагались в разных местах России с целью развития в данном районе ремёсел или промышленности, удовлетворяющих нуждам флота. Указами Петра I такие поселения были организованы в Воронеже, Казани и около Петербурга. Екатерина II создавала их в районе Николаева, на территории современной Украины, где они располагались в сёлах Богоявленске (ныне в черте города Николаев), Покровское и Воскресенское, селе Калиновка, сёлах Знаменка и Богдановка (оба — в Елисаветградском уезде), сёлах Березнеговатое и селе Висунское (ныне село Висунск). Два последних населённых пункта были причислены к адмиралтейским поселениям в 1820 году, заменив сёла Знаменка и Богдановка, переведённые в разряд военных поселений.
Адмиралтейские поселения находились в ведении Черноморской исполнительной экспедиции, а с 1832 года в ведении Управления черноморскими адмиралтейскими поселениями. К концу своей истории, в 1860 году, насчитывали 17 050 человек.
В 1861 году адмиралтейские поселения были преобразованы в обычные гражданские населённые пункты.